# بلكرام

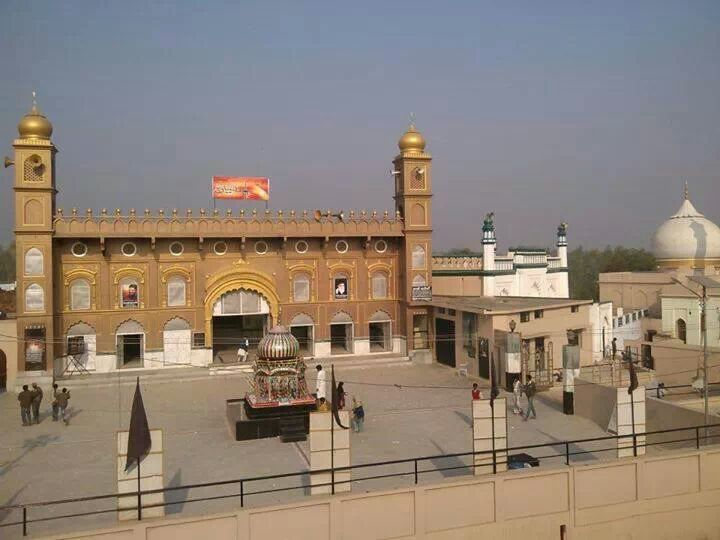
بلدة بلكرام

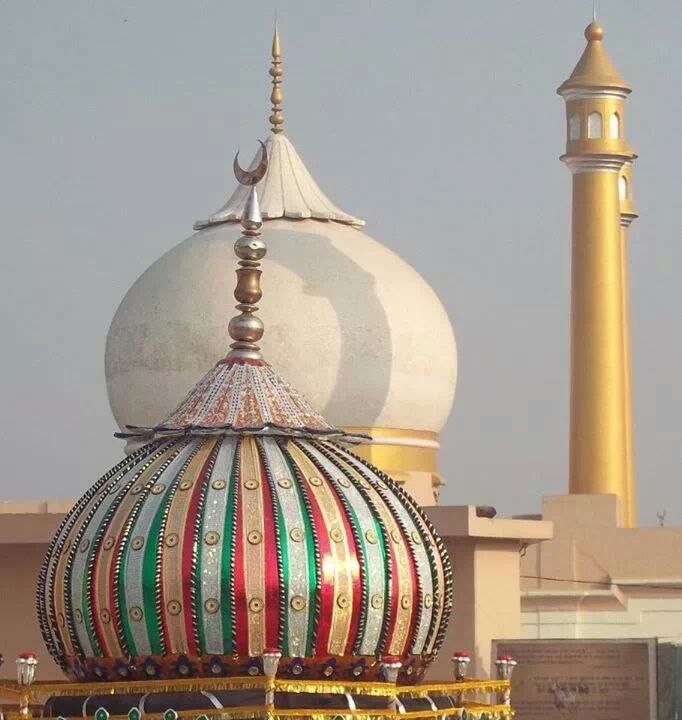
مشهد من المدينة

بِلِكْرَامُ مدينةٌ، بلدية في مِنطقة هاردوي من ولاية اوتار براديش في الهند، سكانها سنةَ 2011 نحوُ 25 292.
من أعلامها العالم المسلم اللُّغَوِيُّ المُرتَضَى الزَّبِيديُّ.

## أعلام
- آزاد البلكرامي
- مرتضى الزبيدي